# Adam Czarnołuski
Adam Czarnołuski (Czarnołoski) herbu Ciołek – podstoli czernihowski w latach 1785-1794, podczaszy bełski, szambelan królewski w 1783 roku, poseł z województwa czernihowskiego na Sejm Czteroletni w 1790 roku.